# Tales of Wedding Rings
Tales of Wedding Rings (結婚指輪物語, Kekkon yubiwa monogatari, litt. « Les Récits des alliances ») est un seinen manga du duo Maybe, prépublié dans le magazine Monthly Big Gangan depuis le 25 mars 2014,. Les chapitres sont rassemblés et édités en volumes reliés par Square Enix depuis décembre 2014. La version française est éditée par Kana depuis février 2017,. Une série d'animation est en cours de production.

## Synopsis
Satô a toujours été amoureux de son amie d'enfance et voisine, Hime, depuis qu'elle et son grand-père sont apparus de nulle part il y a 10 ans. Maintenant une éblouissante, et encore mystérieuse beauté de son école, elle rend de plus en plus difficile pour lui de faire avouer ses sentiments. Comme l'anniversaire de leur première réunion est presque là, va-t-il rassembler son courage pour transformer leur amitié en quelque chose de plus ? Ou un sort tout à fait différent va attendre ces deux là ?

## Personnages
Haruto Satô (佐藤春人, Satō Haruto)
Voix japonaise : Gen Satō
Personnage principal du manga, il est représenté comme un lycéen japonais ordinaire. Il est secrètement amoureux de son amie d'enfance Hime avec qui il entretient une relation amicale depuis près de dix ans. Lorsqu'elle annonce son déménagement, il entreprend de lui avouer ses sentiments et dans l'euphorie du moment, il se projette dans une autre dimension où Hime est une princesse et fait de lui le Roi des Anneaux.
Himeno Nonaka (野中姫乃, Nonaka Himeno) / Cristal Novaty Naucanatica (クリストル・ノバティ・ノカナティカ, Kurisutoru Nobati Nokanatika)
Voix japonaise : Akari Kitō (en)
Elle est la princesse et gardienne des anneaux de lumière. Au début du manga, elle est décrite comme une fille comme les autres, bien que n'ayant pas l'air japonaise malgré son (faux) prénom japonais « Hime » (ヒメ). On finit par découvrir qu'elle est la princesse d'un royaume dans une sorte d'autre dimension et qu'elle a été cachée dans le monde de Satô dès son enfance pour la sauver des forces maléfiques.
Néphritis Lomka (ネフリティス・ロムカ, Nefuritisu Romuka)
Voix japonaise : Miyuri Shimabukuro (en)
Elle est la seconde princesse du manga et la gardienne des anneaux de vent. Au début du manga, elle est représentée comme une jeune fille très prude, immature, timide et effrayée du monde extérieur (parce qu'elle n'a jamais quitté le château de Lomka, son royaume). Elle est élevée principalement par son frère, Jade Lomka, après le "décès" de ses parents. Elle est une elfe et est âgée de 54 ans, mais grâce à son appartenance à l'ethnie des elfes, elle apparaît comme une jeune adolescente comme Hime et Satô. 54 ans est encore jeune dans leur vision elfique. Au fur et à mesure du manga, on peut voir ce personnage évoluer et prendre petit-à-petit confiance en elle.
Granat Nydakitta (グラナート・ニーダキッタ, Guranāto Nīdakitta)
Voix japonaise : Hitomi Ueda (ja)
Elle est la troisième princesse du manga et la gardienne des anneaux de feu. Elle fait partie du peuple-chat, qui est un peuple guerrier. Elle est considérée comme étant la personne (homme et femme confondus) la plus forte de toute la ville de Nydakitta. Elle cherche un mari en faisant des combats pour épouser l'homme qui saura la battre (les hommes viennent de tout pays), mais elle ne s'est encore jamais fait battre avant l'arrivée de Satô.
Saphir Mâsa (サフィール・マーサ, Safīru Māsa)
Voix japonaise : Ai Kakuma (en)
Elle est la quatrième princesse du manga et la gardienne des anneaux d'eau. Elle est la seule princesse qui n'éprouve aucun sentiment à l'égard de Satô, Roi des Anneaux. Pour elle, le fait d'épouser Satô est uniquement dans le but de sauver son royaume qui est victime d'un complot. Elle a une sœur jumelle, Saphira, qui est plus douce. Saphir est colérique, franche et directe.
Amber Idanokan (アンバル・イダノカン, Anbaru Idanokan)
Voix japonaise : Mikako Komatsu
Elle est la cinquième et dernière princesse ainsi que la gardienne des anneaux de terre. Elle n'est pas humaine, mais est une "chose" que les nains ont créée, une réplique de la princesse naine. Les nains étaient un peuple qui a été exterminé ; en acceptant leur destin, ils ont malgré tout voulu protéger les anneaux et ont donc créé Amber pour qu'elle puisse traverser les âges et délivrer l'anneau de terre au Roi des Anneaux. Elle a des sortes de pouvoirs magiques, une force démesurée et une attitude désinvolte due à son statut de "chose"/"machine".
Alabaster (アラバスタ, Arabasuta)
Voix japonaise : Shigeru Chiba
Il est le grand-père de Hime. Il est très célèbre dans l'autre monde, Annulus, en tant que grand mage. Pour autant, il est très gentil, plutôt amusant et très simple. Il est celui qui a caché Hime dans le monde de Satô quand elle était jeune et celui qui a veillé sur elle toutes ces années. Il apprécie Satô et est même plutôt heureux de leur mariage.
Marmalighias Ghissaras (マルマリギアス・ギサラス, Marumarigiasu Gisarasu)
Voix japonaise : Shōgo Sakata (ja)
Rapidement surnommé  « Mars » par Satô. Il est le deuxième prince de l'empire de Ghissaras ainsi que le prétendu Roi des Anneaux. Il finit par se faire remplacer par Satô, mais n'en garde pas particulièrement de rancune et se sent même soulagé de ne pas avoir été élu. Il est amoureux de Saphira Mâsa, la princesse de Mâsa et sœur jumelle de Saphir (la quatrième princesse des anneaux). Il est considéré comme un raté par sa famille parce qu'il n'a pas été élu Roi des Anneaux et en subira le poids. Il reste malgré tout un personnage important dans le manga car il participe pleinement à l'aventure du roi et des princesses.

## Production
Kekkon yubiwa monogatari (結婚指輪物語) est écrite et dessinée par le duo Maybe. La série est lancée dans le 4e numéro de 2014 du magazine de prépublication de seinen manga Monthly Big Gangan, sorti le 25 mars 2014. Les chapitres sont rassemblés et édités dans le format tankōbon par Kōdansha avec le premier volume publié en décembre 2014; la série compte à ce jour quinze volumes tankōbon.
En novembre 2016, Kana a annoncé l'octroi de la licence du manga pour la version française sous le titre Tales of Wedding Rings et dont le premier volume est sorti en février 2017,. Une version anglaise est publiée numériquement par Crunchyroll via son service Crunchyroll Manga (en) depuis juin 2015. Annoncé lors de l'Anime Expo en juillet 2017, la maison d'édition nord-américaine Yen Press édite la version physique du manga en anglais depuis juin 2018,.

### Liste des volumes
| no | Japonais          | Japonais          | Français          | Français          |
| no | Date de sortie    | ISBN              | Date de sortie    | ISBN              |
| --- | ----------------- | ----------------- | ----------------- | ----------------- |
| 1 | 9 décembre 2014   | 978-4-7575-4430-7 | 3 février 2017    | 978-2-505-06725-2 |
| Hime est venue faire ses adieux à son ami d'enfance, Satô. Celui-ci décide de la poursuivre et se retrouve plongé dans un univers fantastique. Là, il épouse Hime et devient ainsi le roi des Anneaux célébré par la légende. Satô vient d'endosser un lourd destin : vaincre le « Roi des Abysses » pour sauver le monde où est née Hime. |                   |                   |                   |                   |
| 2 | 25 mai 2015       | 978-4-7575-4654-7 | 19 mai 2017       | 978-2-505-06726-9 |
| 3 | 25 décembre 2015  | 978-4-7575-4848-0 | 18 août 2017      | 978-2-505-06727-6 |
| 4 | 25 octobre 2016   | 978-4-7575-5140-4 | 17 novembre 2017  | 978-2-505-06865-5 |
| 5 | 24 juin 2017      | 978-4-7575-5392-7 | 6 avril 2018      | 978-2-505-07156-3 |
| 6 | 24 février 2018   | 978-4-7575-5638-6 | 24 août 2018      | 978-2-505-07157-0 |
| 7 | 25 septembre 2018 | 978-4-7575-5859-5 | 1er mars 2019     | 978-2-505-07595-0 |
| 8 | 9 juillet 2019    | 978-4-7575-6192-2 | 3 avril 2020      | 978-2-505-07603-2 |
| 9 | 25 mai 2020       | 978-4-7575-6626-2 | 5 février 2021    | 978-2-505-08428-0 |
| 10 | 25 janvier 2021   | 978-4-7575-7059-7 | 1er octobre 2021  | 978-2-505-08905-6 |
| 11 | 25 août 2021      | 978-4-7575-7437-3 | 17 juin 2022      | 978-2-505-11516-8 |
| 12 | 25 mars 2022      | 978-4-7575-7843-2 | 24 février 2023   | 978-2-505-12028-5 |
| 13 | 25 janvier 2023   | 978-4-7575-8358-0 | 1er décembre 2023 | 978-2-505-12406-1 |
| 14 | 25 décembre 2023  | 978-4-7575-8977-3 | 30 août 2024      | 978-2-505-12519-8 |
| 15 | 25 septembre 2024 | 978-4-7575-9438-8 | 2 mai 2025        | 978-2-505-12915-8 |

## Anime
Le 17 janvier 2023, une adaptation en série d'animation est annoncée. Sa diffusion commence le 6 janvier 2024.

### Liste des épisodes
| No | Titre français | Titre japonais | Titre japonais | Date de 1re diffusion |
| No | Titre français | Kanji          | Rōmaji         | Date de 1re diffusion |
| --- | -------------- | -------------- | -------------- | --------------------- |
| 1 | Épisode 1      | 第1話          | Dai 1-wa       | 6 janvier 2024        |
| Satô, un étudiant ordinaire, a toujours été incapable d'avouer à son amie d'enfance, Hime, qu'il est amoureux d'elle. Un jour, Hime lui annonce soudainement qu'elle doit repartir dans son pays lointain. Satô, qui ne peut se résoudre à abandonner son amour, poursuit Hime et prenant son courage à deux mains, saute dans le portail de lumière dans lequel elle est entrée. Il découvre qu'il n'est plus au Japon, mais dans un monde différent, Annulus. |                |                |                |                       |
| 2 | Épisode 2      | 第2話          | Dai 2-wa       | 13 janvier 2024       |
| Satô épouse Hime, devenant le légendaire Roi des anneaux qui doit sauve Annulus de la menace du Roi des abîmes. Mais les deux amis d'enfance soudainement en couple, n'ont pas le temps de profiter de leur vie de jeune mariés : le Roi des Abîmes a déjà lancé ses sbires à leurs trousses. |                |                |                |                       |
| 3 | Épisode 3      | 第3話          | Dai 3-wa       | 20 janvier 2024       |
| Satô et ses compagnons arrivent à Lomka, le pays où vivent les elfes, dans le but d'obtenir l'anneau du vent detenu par la princesse Néphritis. Cependant, en raison de sa nature timide, celle que l'on surnomme la princesse recluse refuse catégoriquement d'épouser Satô. De plus, son frère surprotecteur, le prince Jade, fait enfermer Satô dans la prison de Lomka. Mais une elfe ancienne apparaît devant Satô pour le sauver.                         |                |                |                |                       |
| 4 | Épisode 4      | 第4話          | Dai 4-wa       | 27 janvier 2024       |
| Sur les conseils d'Alabaster, le groupe de Satô décide de reporter le mariage avec Népthritis et de se diriger vers un autre pays. Cependant, au même moment, la chevaleresse du Roi des Abîmes lance un assaut contre Romka. Pour sauver la cité des Elfes, Satô n'a pas d'autre choix d'obtenir l'anneau du vent. |                |                |                |                       |
| 5 | Épisode 5      | 第5話          | Dai 5-wa       | 3 février 2024        |
| Alors que le groupe voyage vers sa prochaine destination, Hime se sent délaissée par Satô qui prend grand soin de Néphritis. Soudain, la caravane géante du pays ambulant de Nydakitta, apparaît devant eux. Satô demande une audience à la princesse de ce pays, Granat. |                |                |                |                       |
| 6 | Épisode 6      | 第6話          | Dai 6-wa       | 10 février 2024       |
| Satô s'entraîne dur avec Mars afin de vaincre Granat dans l'arène et ainsi récupérer son anneau du feu. Mais il est partagé entre faire un combat équitable ou tricher en utilisant ses pouvoirs de Roi des anneaux. Cependant, le chevalier du Roi des abîmes approche de Nydakitta. |                |                |                |                       |
| 7 | Épisode 7      | 第7話          | Dai 7-wa       | 17 février 2024       |
| À peine arrivé à Mâsa avec ses compagnons, Satô se retrouve marié à la princesse Saphir, qui espère ainsi utiliser le pouvoir des anneaux pour sauver son pays de l'influence de l'Empire de Ghissaras. Alors qu'un mystérieux assassin prend Satô pour cible, Mars semble avec un lien profond avec Saphira, la sœur jumelle de Saphir. |                |                |                |                       |
| 8 | Épisode 8      | 第8話          | Dai 8-wa       | 24 février 2024       |
| 9 | Épisode 9      | 第9話          | Dai 9-wa       | 2 mars 2024           |
| 10 | Épisode 10     | 第10話         | Dai 10-wa      | 9 mars 2024           |
| 11 | Épisode 11     | 第11話         | Dai 11-wa      | 16 mars 2024          |
| 12 | Épisode 12     | 第12話         | Dai 12-wa      | 23 mars 2024          |

## Accueil critique
Pour le site spécialisé Actua BD, « la trame réelle de l'intrigue révèle rapidement sa vraie nature à la fin du volume et dévoile le titre pour ce qu’il est : un shōnen harem, au sens strict du terme [...] il y a quelque chose d’amusant à assumer aussi directement la nature de ce type récit, classique d'entre les classiques du shōnen, et les amateurs du genre apprécieront sans doute. On craint quand même pour la suite qui menace d'user et d'abuser de clichés ».

### Sources
1. 1 2 3  (en) Lynzee Loveridge, « Dusk maiden of Amnesia Creator Starts Wedding Ring Story Manga : "Alternate-world newlywed adventure" by creator of manga that SILVER LINK animated », sur Anime News Network, 21 janvier 2014 (consulté le 6 avril 2019).
2. 1 2  (ja) « めいびい新連載はラブコメファンタジー「結婚指輪物語」 », sur natalie.mu,‎ 25 mars 2014 (consulté le 6 avril 2019)
3. 1 2  (ja) « めいびいサイン会、新作ファンタジー2冊同時発売で », sur natalie.mu,‎ 25 novembre 2014 (consulté le 6 avril 2019)
4. 1 2  « Maybe de retour chez Kana avec le manga Tales of wedding rings », sur manga-news.com, 10 novembre 2016 (consulté le 6 avril 2019)
5. 1 2  Kana-testeur, « ANNONCE NOUVEAUTÉ 2017 – TALES OF WEDDING RINGS », sur Kana, 9 décembre 2016 (consulté le 6 avril 2019)
6. 1 2 3  (ja) « めいびい「結婚指輪物語」アニメ化！サトウ役は佐藤元、ヒメ役は鬼頭明里（コメントあり） », sur Natalie,‎ 17 janvier 2023 (consulté le 27 janvier 2023)
7. ↑  (en) Crystalyn Hodgkins, « Tales of Wedding Rings Anime Previews Character Nephrites in Video, Visual : Miyuri Shimabukuro voices character in anime premiering in January », sur Anime News Network, 29 septembre 2023.
8. ↑  (en) Crystalyn Hodgkins, « Tales of Wedding Rings Anime Previews Character Granart in Video, Visual : Hitomi Ueda voices character in anime premiering in January », sur Anime News Network, 6 octobre 2023.
9. ↑  (en) Crystalyn Hodgkins, « Tales of Wedding Rings Anime Previews Character Saphir in Video, Visual : Ai Kakuma voices character in anime premiering in January », sur Anime News Network, 13 octobre 2023.
10. ↑  (en) Crystalyn Hodgkins, « Tales of Wedding Rings Anime Previews Character Amber in Video, Visual : Mikako Komatsu voices character in anime premiering in January », sur Anime News Network, 2023-10-20/.
11. 1 2  (en) Egan Loo, « Tales of Wedding Rings Anime's Full Promo Video Unveils More Cast & Staff, Theme Song Artists, January 6 Debut », sur Anime News Network, 17 novembre 2023.
12. ↑  (ja) « 【9月25日付】本日発売の単行本リスト », sur natalie.mu,‎ 25 septembre 2024 (consulté le 25 septembre 2024)
13. ↑  (en) Egan Loo, « Crunchyroll Manga Adds Donyatsu, Tales of Wedding Rings, Father and Son, Aizawa-san Multiplies : Current titles by No More Heroes designer Yuusuke Kozaki, Dusk maiden of Amnesia duo Maybe », sur Anime News Network, 29 mai 2015 (consulté le 25 juin 2019)
14. ↑  (en) Karen Ressler, « Yen Press Licenses Silver Spoon, Kemono Friends Manga, A Sister's All You Need, Reborn as a Vending Machine Light Novels, More : 20+ titles announced at Anime Expo », sur Anime News Network, 1er juillet 2017 (consulté le 25 juin 2019)
15. ↑  (en) « Tales of Wedding Rings, Vol. 1 : Maybe », sur Yen Press, 17 mai 2016 (consulté le 25 juin 2019).
16. ↑  (en) Egan Loo, « Tales of Wedding Rings Anime's Full Promo Video Unveils More Cast & Staff, Theme Song Artists, January 6 Debut », sur Anime News Network, 17 novembre 2023.
17. ↑  « Tales of Wedding Rings », sur Crunchyroll.
18. ↑  (ja) « Story », sur talesofweddingrings-anime.jp.
19. ↑  Aurélien Pigeat, « Tales of Wedding Rings T1 - Par Maybe - Kana », sur Actua BD, 13 mars 2017 (consulté en mars 2017)

### Œuvres
Édition japonaise
1. ↑  (ja) « 結婚指輪物語（１） », sur Square Enix (consulté le 25 juin 2019)
2. ↑  (ja) « 結婚指輪物語（２） », sur Square Enix (consulté le 25 juin 2019)
3. ↑  (ja) « 結婚指輪物語（３） », sur Square Enix (consulté le 25 juin 2019)
4. ↑  (ja) « 結婚指輪物語（４） », sur Square Enix (consulté le 25 juin 2019)
5. ↑  (ja) « 結婚指輪物語（５） », sur Square Enix (consulté le 25 juin 2019)
6. ↑  (ja) « 結婚指輪物語（６） », sur Square Enix (consulté le 25 juin 2019)
7. ↑  (ja) « 結婚指輪物語（７） », sur Square Enix (consulté le 25 juin 2019)
8. ↑  (ja) « 結婚指輪物語（８） », sur Square Enix (consulté le 29 août 2019)
9. ↑  (ja) « 結婚指輪物語（９） », sur Square Enix (consulté le 4 juillet 2020)
10. ↑  (ja) « 結婚指輪物語（10） », sur Square Enix (consulté le 11 janvier 2021)
11. ↑  (ja) « 結婚指輪物語（11） », sur Square Enix (consulté le 14 août 2021)
12. ↑  (ja) « 結婚指輪物語（12） », sur Square Enix (consulté le 9 mars 2022)
13. ↑  (ja) « 結婚指輪物語（13） », sur Square Enix (consulté le 10 janvier 2023)
14. ↑  (ja) « 結婚指輪物語（14） », sur Square Enix (consulté le 18 décembre 2023)
15. ↑  (ja) « 結婚指輪物語（15） », sur Square Enix (consulté le 24 septembre 2024)

Édition française
1. ↑  « Tales of Wedding Rings T01 », sur Kana (consulté le 25 juin 2019)
2. ↑  « Tales of Wedding Rings T02 », sur Kana (consulté le 25 juin 2019)
3. ↑  « Tales of Wedding Rings T03 », sur Kana (consulté le 25 juin 2019)
4. ↑  « Tales of Wedding Rings T04 », sur Kana (consulté le 25 juin 2019)
5. ↑  « Tales of Wedding Rings T05 », sur Kana (consulté le 25 juin 2019)
6. ↑  « Tales of Wedding Rings T06 », sur Kana (consulté le 25 juin 2019)
7. ↑  « Tales of Wedding Rings T07 », sur Kana (consulté le 25 juin 2019)
8. ↑  « Tales of Wedding Rings T08 », sur Kana (consulté le 7 avril 2020)
9. ↑  « Tales of Wedding Rings T09 », sur Kana (consulté le 11 janvier 2021)
10. ↑  « Tales of Wedding Rings T10 », sur Kana (consulté le 14 août 2021)
11. ↑  « Tales of Wedding Rings T11 », sur Kana (consulté le 25 mars 2022)
12. ↑  « Tales of Wedding Rings T12 », sur Kana (consulté le 10 janvier 2023)
13. ↑  « Tales of Wedding Rings T13 », sur Kana (consulté le 18 décembre 2023)
14. ↑  « Tales of Wedding Rings T14 », sur Kana (consulté le 19 janvier 2025)
15. ↑  « Tales of Wedding Rings T15 », sur Kana (consulté le 19 janvier 2025)